# Cristóvão Bernardo de Galeno

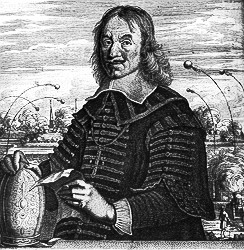
Christopher Bernhard von Galen

Christoph Bernhard Freiherr von Galen (Drensteinfurt, 12 de outubro de 1606 - – 19 de setembro de 1678) foi príncipe-bispo de Münster.  Nasceu de uma família nobre da Vestefália.